# Abdennour Kaoua
Pour les articles homonymes, voir Abdennour.
Abdennour Kaoua (en arabe : عبدالنور كاوة), né le 14 juin 1949 à Alger (Algérie), est un footballeur international algérien. Il évoluait au poste de gardien de but.
Il compte deux sélections en équipe nationale en 1976.

## Biographie
Avec le MC Alger, il remporte notamment une Coupe des clubs champions africains, cinq championnats d'Algérie et trois Coupes d'Algérie.
Il reçoit deux sélections en équipe d'Algérie lors de l'année 1976.

## Palmarès
MC Alger
- Championnat d'Algérie de football (5) :
  - Champion : 1972, 1975, 1976, 1978 et 1979
  - Vice-Champion : 1970
- Coupe d'Algérie de football (3) :
  - Vainqueur : 1971, 1973 et 1976
- Supercoupe d'Algérie :
  - Finaliste : 1973

- Ligue des champions de la CAF (1) :
  - Vainqueur : 1976

- Coupe du Maghreb des vainqueurs de coupe de football (2) :
  - Vainqueur : 1972 et 1974

- Coupe du Maghreb des clubs champions :
  - Finaliste : 1976

## Palmarès d'entraîneur
- Vainqueur de la Coupe d'Algérie 1983 avec le MC Alger.